# Hoogstraalia vandiemeni
Hoogstraalia vandiemeni är en loppart som beskrevs av Smit 1958. Hoogstraalia vandiemeni ingår i släktet Hoogstraalia och familjen Pygiopsyllidae. Inga underarter finns listade i Catalogue of Life.